# Gurten
Gurten é uma montanha na Suíça.